# Suchodół (rejon przemyślański)
Suchodół – wieś na Ukrainie w rejonie lwowskim (do 2020 roku w rejonie przemyślańskim) należącym do obwodu lwowskiego.

## Położenie
Na podstawie Słownika geograficznego Królestwa Polskiego i innych krajów słowiańskich: Suchodół to wieś w powiecie bóbreckim, 10 km na południowy zachód od Bóbrki.
W II Rzeczypospolitej wieś położona w gminie Chlebowice Wielkie w powiecie bóbreckim województwa lwowskiego. W 1931 r. liczyła 1264 mieszkańców. 13 kwietnia 1944 r. jej przysiółek Huta Suchodolska zaatakował oddział Ukraińskiej Powstańczej Armii. W czasie napadu zginęło 23 Polaków.

## Mieszkańcy
W 1928 w Suchodole zamieszkiwał emerytowany podpułkownik Juliusz Hoffmann.